# Ильин, Дмитрий Сергеевич
Дми́трий Серге́евич Ильи́н (1737—1802) — офицер Российского императорского флота, капитан 1-го ранга (1777), герой Чесменского морского сражения (1770). Предок известного русского революционера Раскольникова.

## Биография
Родился в сельце Демидиха Углицкой провинции (позднее вошло в Весьегонский уезд Тверской губернии). Происходил из небогатого старинного дворянского рода Ильиных, отец его служил в кавалерии и уволен со службы в чине прапорщика. В 1759 Дмитрий приехал учиться в Санкт-Петербург. Окончил морской корпус и выпущен на флот в чине мичмана в 1764 году. Служил на Балтийском флоте, ежегодно плавал на Балтике и почти ежегодно в Северном море. В 1766 году командовал галиотом «Кронверк», на котором плавал в Любек. В 1768 году перешёл из Архангельска в Кронштадт вокруг Скандинавского полуострова на трехмачтовом судне «Сатурн» под командованием П. Ф. Бешенцова.
Участник Первой Архипелагской экспедиции 1769−1774 годов. В 1769 году по собственному желанию добился назначения командиром мортирной батареи на бомбардирском корабле «Гром», на котором отплывает с эскадрой адмирала Г. А. Спиридова в экспедицию в Архипелаг. Участвовал в сражении в Хиосском проливе.
Совершил выдающийся подвиг в ходе Чесменского морского сражения 26 июня (7 июля) 1770 года: командуя брандером, поджёг турецкий линейный корабль. В результате его взрыва и начавшегося на других кораблях от его горящих обломков пожара был уничтожен турецкий флот, находившийся в Чесменской бухте. За этот подвиг Д. С. Ильин награждён орденом Святого Великомученика и Победоносца Георгия IV класса. Любопытно, что знак ордена был ему вручен главнокомандующим русскими морскими и военными силами в Архипелаге графом А. Г. Орловым 9 июля 1771 года, а указ императрицы Екатерины II о пожаловании ему этого ордена был подписан только 22 февраля 1773 года.
С июля 1770 года служил на линейном корабле «Европа». С мая 1771 по 1773 годы командовал бомбардирским кораблём «Молния» в Архипелаге, участвовал в обстрелах турецких крепостей в Средиземном море.
В 1774 году по состоянию здоровья направлен для дальнейшего прохождения службы в Санкт-Петербург и причислен к Санкт-Петербургской корабельной команде. В 1774 и в 1776 годах находился в Нарве, где командовал береговыми экипажами. Всего за службу провёл 18 морских кампаний.
7 июля 1776 года на линейном корабле «Ростислав» Екатерина II принимала Дмитрия Ильина в числе офицеров — участников Чесменского сражения. Один из тостов она провозгласила за его здоровье, а бокал, из которого пила императрица, с её вензелем, был подарен Д. С. Ильину.
В январе 1777 года уволен по прошению в отставку с производством в чин капитана 1-го ранга и с полным пансионом в уважение многолетней службы и боевых заслуг. Много лет жил и скончался в своём имении Демидиха, похоронен при церкви Успения Пресвятой Богородицы в селе Застижье Весьегонского уезда Тверской губернии.
Был женат дважды. Первая жена Екатерина Никитична рано скончалась и в 1780 году он женился на Ирине Андреевне Колюбякиной, дочери отставного капитана. От этого брака у него было 2 сына и 2 дочери. Сыновья служили на флоте, а дочерям указом Александра I после смерти отца был назначен ежегодный пенсион и пожалован капитал на приданое по вступлении в брак.

## Чины и звания
- кадет (1759)
- гардемарин (1761)
- кадетский капрал (1763)
- мичман (5.03.1764)
- лейтенант флота (30.06.1769)
- капитан-лейтенант (5.03.1774)
- капитан 2-го ранга (9.12.1775)
- капитан 1-го ранга (3.01.1777)[3]

## Память
После публикации в 1892 году в журнале «Русская Старина» статьи о подвиге Д. С. Ильина и о бедственном состоянии его захоронения, в 1892—1895 годах по повелению императора Александра III в честь 125-летия Чесменской победы на могиле Д. С. Ильина в селе Застижье (ныне относящегося к Лесному району Тверской области) был установлен памятник на средства, собранные среди личного состава Императорского Российского флота. Частично разрушенный в 20-е годы XX века, памятник лейтенанту Ильину был реставрирован в 2002—2003 годах.
Имя Д. С. Ильина носили корабли Балтийского флота: минный крейсер (1887—1907) и эскадренный миноносец (1916—1919). 15 октября 2000 года приказом Главнокомандующего ВМФ России базовый тральщик БТ-40 (Черноморский флот) переименован в «Лейтенант Ильин».
21 июня 2005 года решением Тверской городской думы № 67 одной из улиц города Твери присвоено имя лейтенанта Ильина.

## Отражение подвига Д. Ильина в литературе
Подвигу Д. С. Ильина посвящена историческая миниатюра В. С. Пикуля «Лейтенант Ильин был», книги В. В. Рыжова и В. В. Скворцова «Герой Чесмы лейтенант Ильин», «Чесма лейтенанта Ильина». Он также описан на страницах романов В. С. Пикуля «Фаворит»,  В. В. Шигина «Чесма» и повести А. И. Кузьмина «Паруса, изорванные в клочья».

## Архивные документы
- Государственный архив Тверской области (ГАТО) Ф. 645 Д. 6956
- ГАТО Ф. 645 Оп. 1 Д. 1562
- Российский государственный исторический архив (РГИА) Ф. 496 Оп. 3 Д. 729 лл 1,27,40 об.